# Nailja Joelamanova
Nailja Gajnoelovna Joelamanova (Russisch: Наиля Гайнуловна Юламанова) (Oblast Samara, 6 september 1980) is een Russische marathonloopster. Ze schreef diverse grote marathons op haar naam.

## Loopbaan
In 2006 kwalificeerde Nailja Joelamanova zich voor de Europese kampioenschappen in Göteborg door de Russische marathonkampioenschappen te winnen in een persoonlijk record van 2:30.54. Op het EK werd ze twaalfde in 2:35.26. In 2007 en 2008 won ze de marathon van Praag. Op de wereldkampioenschappen van 2007 in Osaka behaalde ze een 32e plaats.
In 2009 behaalde Joelamanova het beste resultaat van haar carrière door op de marathon van Rotterdam de zege in 2:26.30 naar zich toe te trekken, een verbetering van haar persoonlijk record met bijna vier minuten. Deze prestatie is des te opmerkelijker, omdat ze hem leverde op wedstrijdschoenen die zij kort voor de race van haar sponsor had gekregen. Haar eigen exemplaren zaten namelijk in haar koffer, en die bleek bij aankomst in Nederland te zijn zoekgeraakt.
Joelamanova eindigde bij de Europese kampioenschappen van 2010 in Barcelona als tweede in 2:32.15. Later werd de nummer één, Živilė Balčiūnaitė, betrapt op doping waardoor de titel naar Joelamanova ging.
De Russische atletiekbond maakte in juli 2012 bekend, dat ze voor twee jaar was geschorst wegens afwijkende waarden in haar biologisch paspoort. Haar schorsing ging in op september 2011 en liep af op september 2012. Door haar schorsing kon ze niet deelnemen aan de Olympische Zomerspelen 2012 in Londen. Ook werden haar resultaten vanaf 2009, waaronder haar medaille bij de Europese kampioenschappen, uit de boeken geschrapt.
Joelamanova studeert aan de School of Top Sport Mastery in Toljatti.

## Titels
- Russisch kampioene marathon - 2006

## Persoonlijk record
| Onderdeel | Prestatie | Datum           | Plaats   |
| --------- | --------- | --------------- | -------- |
| marathon  | 2:26.05   | 5 december 2010 | Shanghai |

## Palmares

### halve marathon
- 2005:  halve marathon van Pune - 1:15.05
- 2014: 8e halve marathon van Ufa - 1:15.42

### 30 km
- 2005: 5e Pushkin-Saint Petersburg - 1:48.48

### marathon
- 2005: 9e marathon van Moskou - 3:02.46
- 2006:  marathon van Saransk - 2:30.54
- 2006: 12e EK in Göteborg - 2:35.26
- 2007:  marathon van Praag - 2:33.10
- 2007: 32e WK in Osaka - 2:42.56
- 2008: 7e marathon van Mumbai - 2:37.38
- 2008:  marathon van Praag - 2:31.43
- 2008:  marathon van Istanboel - 2:30.17
- 2009:  marathon van Rotterdam - 2:26.30
- 2009: 8e WK in Berlijn - 2:27.08
- 2010: 9e Boston Marathon - 2:31.48
- 2010:  EK in Barcelona - 2:32.15
- 2011: 5e marathon van Amsterdam - 2:26.39
- 2014: 10e marathon van Daegu - 2:41.44
- 2015: 5e Russische kamp. in Kazan - 2:37.10

### veldlopen
- 2009: 10e Russische kamp. in Zhukovskiy - 21.04